# 肴町 (仙台市)

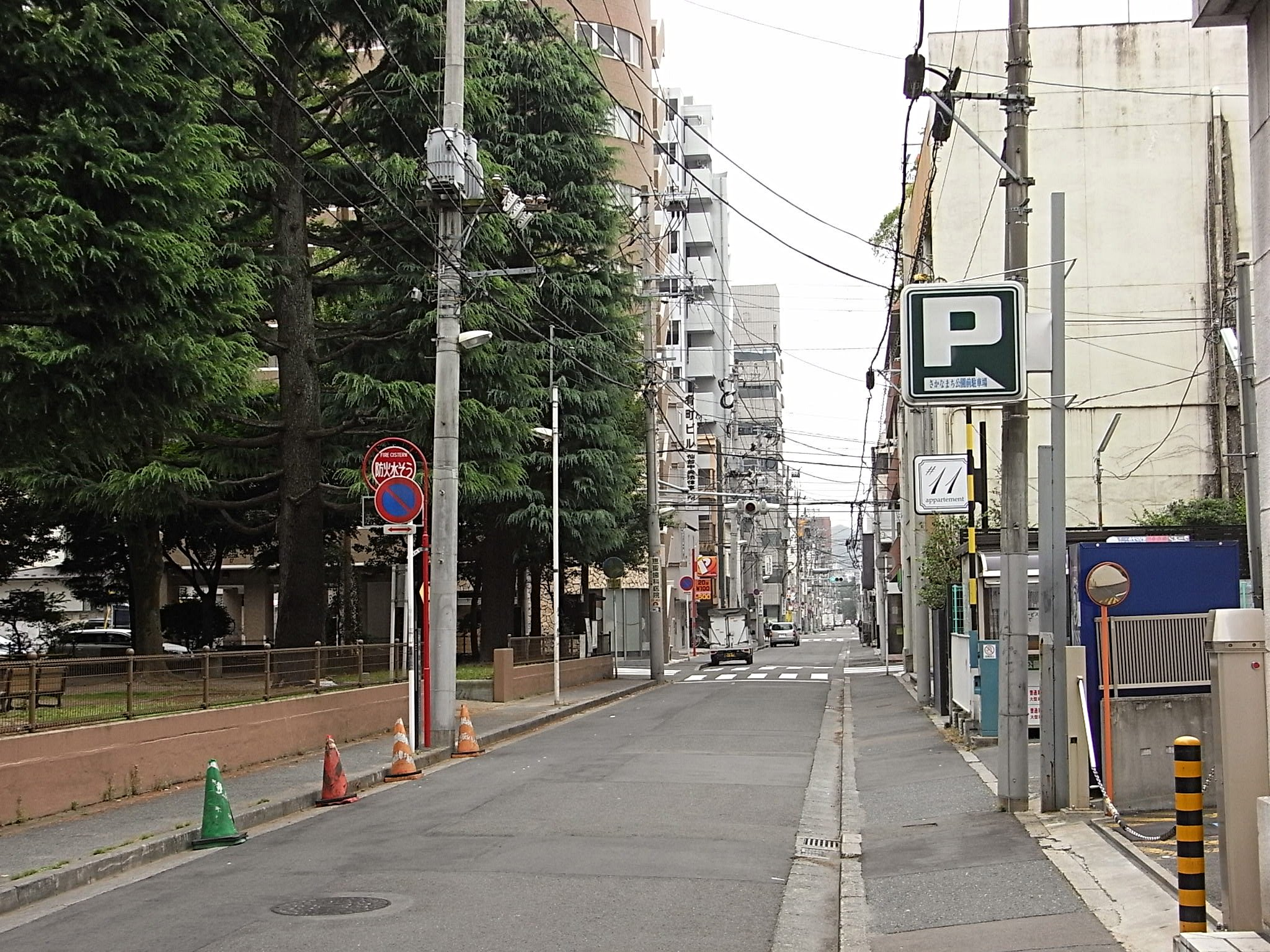
肴町通。左は肴町公園（2008年7月）

肴町（さかなまち）は、17世紀初めから1970年（昭和45年）まで、日本の仙台にあった地名である。1945年（昭和20年）までは魚屋の町として栄えた。現在の地理では肴町通の両側、仙台市青葉区の大町2丁目の一部と、国分町1丁目の一部にあたり、仙台市都心部のやや西に位置する。

## 概要
戦国時代に米沢にあった東町（北緯37度54分11.1秒 東経140度6分43.4秒 / 北緯37.903083度 東経140.112056度）の住民が、伊達政宗の居城の移転に従って、岩出山（北緯38度39分13.3秒 東経140度51分57.1秒 / 北緯38.653694度 東経140.865861度）に移って肴町を作り、それが仙台城の城下町創設時に移転したのが仙台の肴町の始まりである。同様の移転を経た6つの御譜代町の1つで、仙台24か町の町列の中で第2位とされた。仙台城下町の東西の基線である大町の一つ北を平行し、南北の基線である奥州街道・国分町から西に出る、東西に長い町であった。
江戸時代初期には、仙台に入る水産物（五十集物）の販売を独占する特権を与えられた。この特権は、小売については1675年（延宝3年）に廃止されたが、その後も卸売を独占する特権が残った。その特権も失われた明治時代以降も、毎日魚の市が立つ魚屋の町であった。江戸時代には肴町浜祭を催し、明治・大正時代には凝った仕掛けの七夕飾りが仙台の人々の目を楽しませた。
1945年（昭和20年）の仙台空襲で焼き払われてから、魚屋の町ではなくなり、住宅地として復興した。1970年（昭和45年）2月1日には住居表示実施で町名が消えた。2015年現在は、肴町通りという道路とその道路に面してある肴町公園の呼び名として残る。
肴町通りと国分町との交差点角には専門学校があり、肴町通りを東に延長した先には若者に人気の街区であるぶらんどーむ一番町がある。この道筋は1990年代から（踊る方の）クラブが集中し、ファッション関連の店も並んで、夜にはハイドロ系の車が集まる道となった。肴町公園周辺は、大町の西欧館にBEAMSが出店（現在は歯科医院）したこともあって、裏町的な店が点在している。

## 歴史

### 町の由緒と検断
元は戦国時代に伊達氏が本拠を置いた米沢にあった東町と伝えられる。1590年（天正18年）の奥州仕置で、伊達政宗とともに住民が米沢から岩出山に移り、そこで肴町と改称した。これがまた住民ごと岩出山から仙台へと移転して肴町となった。伊達氏に従って転々とした町は、全部で6つあり、御譜代町と呼ばれた。仙台の町人町には町列という序列があり、肴町は大町に次ぐ第2位であった。
町の住民の伝えでは、土佐の長宗我部元親が関ヶ原の戦いに敗れて仙台藩に身を寄せ、魚を商う町を開く許しを得たという。元親は関ヶ原以前に死んでいるし、肴町は岩出山の頃から肴町であるから、史実ではありえないことである。
事実は岩出山時代から正徳6年（1715年）まで、平弥六郎を始祖とする平家が町の統治にあたる検断の職を世襲した。弥六郎は伊達氏の岩出山移転の際に名生村に5反を知行された零細家臣であったが、伊達政宗の記憶にあったことから肴町検断に任命された。仙台移転の後もその職にどとまり、4代にわたって跡を継いだ。しかし、正徳5年（1715年）5月に、平与右衛門が何かの「不調法」によって免職となり、安住九郎左衛門が後任になった。当人と肴町の住民が復帰の運動をしたが果たせず、平家の世襲はなくなった。

### 街路

江戸時代の肴町（地図中の黄色の部分）。現在、国分町（国分町通）から元柳町（西公園通）までの区間596.3mが市道肴町線となり、「肴町通」とされている（幅員約8m）。

肴町は道路の両側をあわせて一つの町とする。現在の肴町通の両側が肴町にあたるが、「肴町通」あるいは「肴町通り」という道路名は江戸時代にはなかった。仙台の町の東西の基線となる大町通の一つ北に、大町と背中合わせに割り出されたのが肴町である。肴町の北隣には立町が置かれ、これとも背中合わせで隣接した。
肴町は東西に長く、西端では柳町（後に町の住民が移転したため元柳町）に行き当たって丁字路をなした（北緯38度15分35.8秒 東経140度51分49.1秒 / 北緯38.259944度 東経140.863639度）。東端では国分町に当たって丁字路をなした（北緯38度15分40.2秒 東経140度52分13.1秒 / 北緯38.261167度 東経140.870306度）。両端の角の屋敷は、柳町（元柳町）と国分町に属したので、肴町の屋敷の並びは面する道路より少し短いことになる。後に東端は国分町を越えて道が続く十字路になった（西端は大正期に元柳町を越えて櫻岡大神宮の表参道が造られた）。
屋敷の単位としては、江戸時代の史料では82軒とするものが多い。これは通りに面した一定幅の屋敷を意味し、家の建物の数とはまた別である。安永元年（1772年）『封内風土記』では市人1285人、嘉永8年（1852年）の「切支丹宗改人数」で人頭128人、人数が1011人あった。

### 商業特権
肴町を含む御譜代町は、江戸時代初期に九月御日市の特権を与えられ、9月の間主要17商品の取引を独占した。これは6つの町が6年1巡で交替に立つ市を立てる権利で、期間中は他の町での取引が禁止された。期間中、他の町の商人は日市の立つ町に赴き、店を借りて商売した。
この特権は慶安4年（1651年）に廃止され、そのかわりに城下の商人から総額70貫480文の日市銭を徴収する権利が6年交替でめぐってくることになった。
また、他の期間でも、肴町は五十集物（いさばもの）の販売を独占する一町株の特権を持っていた。五十集物とは水産物を指す。これも他の町の商人を完全に閉め出すのではなく、肴町で場所を借りて商売することを強いるものである。
こちらの特権は、延宝3年（1675年）の売り散らし令で廃止された。以後は、商人から肴町に定額の役銭を収めるようになった。上・中・下に格付けされた場所のどこに店を出すかによって金額がかわり、肴町自身は中場所とされた。その額は、肴宿役が1年に金2切。肴棚役は上場所が3切、中場所が1切、下場所が今代500文。触売公儀御役その他は1月に今代100文で、これが幕末まで維持された。肴宿とは、他から五十集物を売りに来た商人に宿を提供する業、棚は店のことで、店頭販売をいう。触売は商品を持って道を歩きながら売るもので、公儀御役とは肴町あてだけでなく藩に納める税込みという意味である。
売り散らしによる小売の自由化は事実であって、文化年間（1804年から1818年）には仙台の町人町それぞれに平均7、8人の魚商人がいた。だが仙台消費・経由分の問屋機能については、五十集問屋仲間の特権として肴町の独占が再編・維持された。仙台に魚を売りに来た者は肴町の問屋に荷を降ろし、宿をとるのも肴町でなければならなかった。これとは別に、五十集物を仙台に運ぶための港としては、一部例外を除き塩竃が独占権を持っていたので、仙台に入る海産物はみな塩竃と肴町を経由し、そこから城下の店や天秤棒を担いだ振り売りを通じて消費者に届き、あるいはさらに内陸まで運ばれたのである。

### 町並みと住民の暮らし
肴町は仙台の町の中では繁栄においても上位にあった。瓦葺・白壁塗りの家は江戸時代の仙台で普及しておらず、肴町でも大きな商人の家・蔵だけに限られ、普通の家屋の屋根や壁は木造であった。当然ながら火災に弱く、大火で焼き払われ、また建て直されるということが繰り返された。寛永11年2月23日（1634年3月22日）の大火、正保3年11月12日（1646年12月18日）の大火で被害を受け、宝永4年2月20日（1707年3月23日）の大火でほぼ全焼した。享保3年4月7日（1718年5月6日）には肴町から火が出て大火になった。宝暦7年9月17日（1757年10月29日）、安永元年1月26日（1772年2月29日）、安永5年1月3日（1776年2月21日）、同年4月18日（1776年6月4日）にも大火があった。文政9年1月20日には肴町から火が出たが、類焼は芭蕉の辻までと比較的小さくすんだ。文政10年1月25日（1827年2月20日）にも大火があり、長くとも50年に一度は大火災に見舞われていた。しかし、広瀬川の河岸段丘（仙台中町段丘）上にあるため、水害とはほぼ無縁であった。
町を代表するのは五十集問屋の大商人たちで、肴町では毎日魚の市が立った。城下の魚屋はみなここで商品を仕入れて、店売り、振り売りをした。文化4年（1807年）の状態を藩当局が記した記録では、城下の189の各種魚屋のうち73 (39%) が肴町にあった。内陸の仙台では魚の鮮度を保つことが難しく、乾したり塩を振ったりした加工品の比重が高かったが、鮮魚も流通していた。幕末のある一か月には鮪1万4000本余、塩鮪片2800俵、鯛26駄と2640枚など計5239駄余が肴町に入ったという。問屋は毎日交代で城に魚を献上する義務を負っており、肴町にはその品質を確かめるための御日肴所があった。
関連して、よそから来た商人を泊めるための旅籠屋もあり、魚を入れる箱や籠を売る店もあったが、魚屋以外の店舗も多かった。肴町に限らず仙台の町人町では、表通りに面しない裏の貸家にさらに多様な生業を持つ人が住んでいた。店がない空屋敷には家守（または屋守）が住み、家守には侠客が多かった。彼らは藩の警察業務の末端にあり、町の顔役として力を持ちつつ、時には犯罪的な行為にも手を染めた。肴町は侠客が多いことでも知られていた。仙台に3組あった町方火消しの2組は肴町に置かれ、火消し組の棟梁が目明し・侠客であった。
江戸時代から明治時代に仙台最大の祭りとして知られた仙台祭では、町人町がそれぞれ山鉾を繰り出して行列し、多くの見物人を集めた。肴町の山鉾の飾りは、魚介類をモチーフにしたものが多かった。また、肴町の人々は毎年7月16日に肴町浜祭を催した。町の開祖とされた長宗我部元親を祭るもので、町人たちが魚屋の道具で大名行列をあつらえて、肴町の中だけを練り歩いた。

### 明治時代以後
明治に入ると御譜代町に与えられた商業特権はすべて廃止されたが、肴町への五十集問屋集中は変わらず、肴町で立つ市も相変わらずであった。1882年（明治15年）の「対物宮城の穴」には「勇ましき物」に「肴町のせり売」、「辛くて持た物」に「肴町の親方」が挙げられている。また1888年（明治21年）に仙台で著名な五十集商は鎌田、日野屋、高橋、佐々木、永野で、いずれも肴町の商人であった。かつて商人を泊めた宿は、交通の発達にともない、軍隊への入営兵や修学旅行客を泊める旅館にかわった。
明治時代には肴町浜祭が廃れたが、かわりに仕掛け物の七夕飾りで仙台の人々に知られるようになった。当時仙台では肴町と常盤丁の七夕飾りの評判が高かった。後に全国的に有名になった仙台七夕の源流ともされる。
魚市場は大正初年まで肴町で維持されていたが、仙台市が生鮮品の市場機能の整備に乗り出したことで大きな変化を被った。独特の町としての肴町に終焉をもたらしたのは、1945年の仙台空襲であった。肴町を含む市街中心部は焼け野原になった。戦後復興で肴町は住宅地になり、商店がまばらになった。1970年（昭和45年）の住居表示導入で、肴町の名は地図から消え、東3分の1が国分町1丁目、残りが大町2丁目に属することになった。21世紀はじめの現在、肴町通りに魚屋はなく、仙台市戦災復興記念館や歯科医師会館などがある。